# George Moore
George Moore (n. 6 octombrie 1918, Saint Louis, Missouri, SUA – d. 4 iulie 2014) a fost un sportiv ce a reprezentat Statele Unite ale Americii, medaliat olimpic. A participat la o ediție a Jocurilor Olimpice (1948) în care a câștigat o medalie de argint.